# Adele Buffington
Adele Buffington, de son vrai nom Adele Burgdorfer (Saint-Louis (Missouri), 12 février 1900 – Los Angeles (Californie), 23 novembre 1973 ), est une scénariste américaine.

## Biographie
Adele Burgdorfer commence à travailler comme caissière dans un cinéma de Saint-Louis. Cela lui donne l'occasion de voir de nombreux films et d'étudier les clients qui afflue pour voir leurs personnages préférés.
Sa carrière commence officiellement en 1919 lorsqu'elle vend son premier script à un studio indépendant, et qu'elle est remarquée par Thomas H. Ince, qui l'engage et pour qui elle écrit le scénario de L’Apache (en), qui sera le premier film produit à partir d'un de ses scénarios. Elle travaille régulièrement pendant la période du cinéma muet et elle est connue pour sa productivité, notamment pour ses Westerns, même si elle en signe un certain nombre sous les pseudonymes de Jesse Bowers ou Colt Remington.
Buffington travaille pour diverses compagnies, parfois pour plusieurs en même temps. Après le passage au parlant, sa production de scénarios de western augmente encore, avec en vedette des acteurs comme Tom Mix, Buck Jones ou Tim McCoy. Et elle fait partie des fondateurs de la Screen Writers Guild (en).

## Filmographie
- 1919 : L'Apache (en) de Joseph De Grasse
- 1924 : Empty Hearts d'Alfred Santell
- 1925 : That Man Jack! (en) de William James Craft
- 1925 : The Fighting Cub (en) de Paul Hurst
- 1925 : Love on the Rio Grande
- 1925 : The Lawful Cheater de Frank O'Connor
- 1925 : The Bloodhound (en) de William James Craft
- 1926 : The Galloping Cowboy (en) de William James Craft
- 1926 : The Test of Donald Norton de B. Reeves Eason
- 1926 : Le Cow-boy et la Comtesse de Roy William Neill
- 1927 : Broadway After Midnight de Fred Windemere
- 1927 : Eager Lips de Wilfred Noy
- 1928 : The Man Higher Up de Joseph C. Boyle
- 1928 : The Phantom City d'Albert S. Rogell
- 1928 : The River Woman de Joseph Henabery
- 1928 : Devil Dogs de Fred Windermere
- 1928 : Midnight Life de Scott R. Dunlap
- 1928 : Queen of the Chorus de Charles J. Hunt
- 1928 : The Broken Mask de James P. Hogan
- 1929 : Times Square de Joseph C. Boyle
- 1930 : Just Like Heaven de Roy William Neill
- 1930 : Extravagance de Phil Rosen
- 1930 : The Swellhead de James Flood
- 1931 : Forgotten Women de Richard Thorpe
- 1931 : La Danseuse des dieux (Aloha) d'Albert S. Rogell
- 1932 : Le Fantôme de Mack V. Wright
- 1932 : A Man's Land (en) de Phil Rosen
- 1932 : La Vallée des fantômes de Fred Allen
- 1934 : When Strangers Meet de Christy Cabanne
- 1934 : The Moonstone de Reginald Barker
- 1934 : Beggar's Holiday de Sam Newfield
- 1934 : Marrying Widows de Sam Newfield
- 1934 : Cheaters de Phil Rosen
- 1935 : Hi, Gaucho! de Thomas Atkins
- 1935 : Powdersmoke Range (en) de Wallace Fox
- 1935 : The Keeper of the Bees de Christy Cabanne
- 1937 : The Duke Comes Back d'Irving Pichel
- 1937 : The Sheik Steps Out d'Irving Pichel
- 1937 : Michael O'Halloran de Karl Brown
- 1937 : Trois du trapèze de John H. Auer
- 1941 : Forbidden Trails de Robert N. Bradbury
(créditée Jess Bowers)
- 1941 : The Gunman from Bodie de Spencer Gordon Bennet
(créditée Jess Bowers)
- 1941 : Arizona Bound (en) de Spencer Gordon Bennet
(créditée Jess Bowers)
- 1942 : Dawn on the Great Divide (en) d'Howard Bretherton
(créditée Jess Bowers)
- 1942 : West of the Law (en) d'Howard Bretherton
- 1942 : Riders of the West (en) d'Howard Bretherton
(créditée Jess Bowers)
- 1942 : Down Texas Way (en) d'Howard Bretherton
(créditée Jess Bowers)
- 1942 : Ghost Town Law (en) d'Howard Bretherton
(créditée Jess Bowers)
- 1942 : Below the Border (en) d'Howard Bretherton
(créditée Jess Bowers)
- 1943 : The Texas Kid de Lambert Hillyer
(créditée Jess Bowers)
- 1943 : Outlaws of Stampede Pass (en) de Wallace Fox
(créditée Jess Bowers)
- 1943 : Six Gun Gospel de Lambert Hillyer
(créditée Jess Bowers)
- 1943 : The Stranger from Pecos de Lambert Hillyer
(créditée Jess Bowers)
- 1943 : The Ghost Rider (en) de Wallace Fox
(créditée Jess Bowers)
- 1944 : Raiders of the Border de John P. McCarthy
(créditée Jess Bowers)
- 1945 : Frontier Feud de Lambert Hillyer
(créditée Jess Bowers)
- 1945 : The Lost Trail de Lambert Hillyer
(créditée as Jess Bowers)
- 1945 : Flame of the West de Lambert Hillyer
- 1945 : Bad Men of the Border (en) de Wallace Fox
- 1945 : Stranger from Santa Fe de Lambert Hillyer
(créditée Jess Bowers)
- 1946 : Shadows on the Range de Lambert Hillyer
(créditée Jess Bowers)
- 1946 : Wild Beauty (en) de Wallace Fox
- 1946 : Drifting Along de Derwin Abrahams
- 1948 : The Valiant Hombre (en) de Wallace Fox
- 1948 : Crossed Trails de Lambert Hillyer
(créditée Colt Remington)
- 1948 : Overland Trails de Lambert Hillyer
(créditée Jess Bowers)
- 1949 : Range Land de Lambert Hillyer
- 1949 : Riders of the Dusk de Lambert Hillyer
(créditée Jess Bowers)
- 1949 : Streets of San Francisco de George Blair
- 1949 : Western Renegades (en) de Wallace Fox
- 1949 : Haunted Trails de Lambert Hillyer
- 1949 : West of El Dorado de Ray Taylor
- 1949 : Shadows of the West de Ray Taylor
- 1949 : Crashing Thru (en) de Ray Taylor
- 1950 : Arizona Territory (en) de Wallace Fox
- 1950 : Six Gun Mesa de Wallace Fox
- 1950 : Jiggs and Maggie Out West de William Beaudine
- 1950 : Gunslingers de Wallace Fox
- 1950 : West of Wyoming (en) de Wallace Fox
- 1951 : Overland Telegraph de Lesley Selander
- 1953 : Cow Country de Lesley Selander
- 1953 : Born to the Saddle de William Beaudine
- 1958 : La Femme au fouet de Harmon Jones